# Kaposi József (pap)
Kaposi József [gyakran Kaposy alakban] (Zalaapáti, 1863. február 25. – Budapest, 1922. november 7.) katolikus áldozópap és hitoktató, író, lapszerkesztő, irodalomtörténész.

## Életpályája
A középiskolát Budapesten végezte. 1878-ban felvették papnövendéknek, a bölcseletet Esztergomban, a teológiát Bécsben hallgatta. Már papnövendék korában négy nyugati nyelvet megtanult. 1884–1887 között Károlyi Gyula gróf gyermekeinek volt oktatója, velük hosszabb utazásokat tett Németországban, Franciaországban, Svájcban, Belgiumban, rövid tanulmányúton járt Olaszországban is. 1885-ben pappá szentelték. 1890–1906 között a Magyar Szemle című szépirodalmi hetilapot szerkesztette, közben tanított a főváros iskoláiban. Hetilapjában sok tehetséges fiatal író kezdte meg irodalmi pályáját.
A Szent István Társaság Tudományos és Irodalmi Osztálya 1895-ben tagjai közé választotta, 1898-tól 1906-ig pedig a társaság igazgatója volt. X. Piusz pápa 1904-ben titkos kamarási címmel tüntette ki. 1906-ban összes tisztségéről lemondott, elhagyta az egyházi rendet és nyugalomba vonult. Attól kezdve többnyire olasz irodalmi és művészettörténeti tanulmányokkal – főként Dantéval – foglalkozott, francia és olasz nyelvből fordított. Miután vagyonát elvesztette, a Tanácsköztársaság idején munkát kényszerült vállalni: 1919-től az Egyetemi Könyvtárban dolgozott.
Cikkei a Koszorúban (1884. Melyik a Divina Comedia legszebb része, 1885. Dante a magyar irodalomban); az Ország-Világban (1888. 4. sz. Böcklin-kiállítás); a Katholikus Szemlében (1889. Ravenna); a Katholikus Egyházi Közlönyben (1890. Dante, Milton Elveszett paradicsomának magyar fordításai, Chateaubriand. E. Faguet után franciából, öt cikk); a Magyar Szemlében (1890. Michel Angelo mint költő, Gilbert, Kölcsey Ferenc, Mikes Kelemen, Költő fejedelmek és halhatatlanság, Lord Byron, Fioretti Fi. S. Francesco. Szinészeti kiállítás, 1891. Szent Ferenc negyedik rendje stb.) 1888. decembertől fél évig a Katholikus Egyházi Közlöny irodalmi rovatának vezetője volt.

## Munkái
- Graziella (Írta Lamartine, ford. franciából. Budapest, 1885)
- Dante és a Biblia (Irodalmi tanulmány. Budapest, 1891)
- Mult és jelen. Rajzok és elbeszélések (Budapest, 1897; Klinda Teofillel együtt)
- Dante ismeretének első nyomai hazánkban és a magyarországi Dante-kodexek (1909)
- Magyarország és Dante születésének hatszázados évfordulója (Kolozsvár 1910)
- Dante első magyar fordítói (1910)
- Dante a magyar művészetben (1910)
- Dante Magyarországon (1911)
- Fioretti – Assisi Szt Ferenc virágoskertje. Ford. és jegyz. Kaposy József (Budapest,  1913).